# روئینا مردیت
روئینا مردیت (انگلیسی: Rowena Meredith؛ زادهٔ ۲۷ آوریل ۱۹۹۵) قایقران روئینگ اهل استرالیا است.
وی در مسابقات کشوری و بین‌المللی در مجموع برندهٔ ۲ مدال نقره، ۱ مدال برنز شده‌است.